# Portal Otwartych Danych Unii Europejskiej

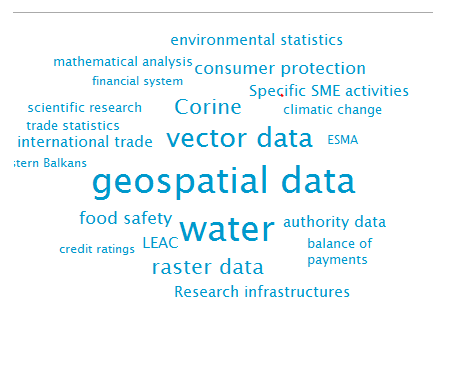
Innym sposobem wyszukiwania danych zgromadzonych w portalu oraz sprawdzania, które z nich są najczęściej wyszukiwane, jest skorzystanie ze zbioru słów kluczowych „najczęściej wyszukiwane wyrażenia”.

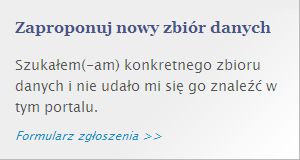
Prośba do użytkowników o przedstawienie sugestii dotyczących danych, które chcieliby znaleźć w portalu.

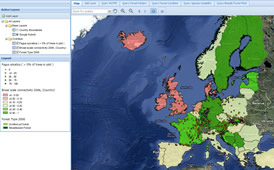
Przeglądarka EFDAC Map Viewer to aplikacja umożliwiająca użytkownikom wyświetlanie map, przeglądanie ich i wyszukiwanie na nich informacji, jak również przeszukiwanie powiązanych zbiorów danych geograficznych. Została opracowana przez Wspólne Centrum Badawcze.

Portal Otwartych Danych Unii Europejskiej − uniwersalny punkt dostępu do danych publikowanych przez instytucje, agencje i inne organy Unii Europejskiej. Portal jest głównym elementem unijnej strategii otwartych danych.

## Podstawa prawna i uruchomienie portalu
Początkowo uruchomiony w wersji beta w grudniu 2012 r., portal został oficjalnie ustanowiony decyzją Komisji z dnia 12 grudnia 2011 r. (2011/833/UE) w sprawie ponownego wykorzystywania dokumentów Komisji w celu promowania ich dostępności oraz możliwości ponownego wykorzystania.
Zarządzanie operacyjne portalem należy do zadań Urzędu Publikacji Unii Europejskiej, natomiast wdrażanie unijnej polityki w zakresie otwartych danych jest zadaniem Dyrekcji Generalnej ds. Sieci Komunikacyjnych, Treści i Technologii Komisji Europejskiej.

## Możliwości
Każdy zainteresowany może wyszukiwać, wykorzystywać, pobierać i ponownie przetwarzać dostępne dane do celów komercyjnych lub niekomercyjnych, za pomocą katalogu opartego na wspólnych metadanych. Za pośrednictwem tego katalogu użytkownicy uzyskują dostęp do danych przechowywanych na stronach internetowych instytucji, agencji i innych organów UE.
Zastosowanie semantycznych technologii umożliwia wykorzystanie nowych funkcji. Dane w katalogu można wyszukiwać poprzez interaktywną wyszukiwarkę (zakładka danych) oraz poprzez zapytania SPARQL (zakładka „Powiązane dane”). 
Użytkownicy mają również dostęp do aplikacji wizualizacyjnych opracowanych przez różne instytucje, agencje i inne organy UE. Mogą również zasugerować, jakie dane powinny znaleźć się w portalu, wymienić się spostrzeżeniami na temat jakości dostępnych danych i dzielić się z innymi użytkownikami informacjami o tym, w jaki sposób wykorzystują dane z portalu.
Interfejs portalu dostępny jest w 24 językach urzędowych UE, natomiast metadane w większości są obecnie dostępne tylko w języku angielskim, francuskim i niemieckim. Niektóre metadane (np. nazwy dostawców danych, zasięg geograficzny) dostępne są w 24 językach dzięki tłumaczeniu kontrolowanych list terminów wykorzystywanych przez portal.

## Warunki użytkowania
Większość danych dostępnych za pośrednictwem portalu otwartych danych UE jest objęta informacją prawną dla portalu EUROPA i może być ponownie bezpłatnie wykorzystywana w celach komercyjnych lub niekomercyjnych, pod warunkiem podania ich źródła. Szczególne warunki wykorzystania danych dotyczą niewielkiego zakresu informacji  – w większości przypadków chodzi o ochronę praw własności intelektualnej osób trzecich.

## Dostępne dane
Portal zawiera wysokiej jakości dane dotyczące polityki UE oraz domen wyszczególnionych w karcie otwartych danych grupy G8. Należą do nich gospodarka, zatrudnienie, nauka, ochrona środowiska i edukacja. 
Około 70 instytucji UE, organów lub departamentów (np. Eurostat, Europejskiej Agencji Ochrony Środowiska, Wspólne Centrum Badawcze i inne dyrekcje generalne Komisji Europejskiej oraz agencji UE) udostępniły swoje zbiory danych, co daje w sumie ponad 11700 zbiorów. 
Portal umożliwia dostęp do zbiorów danych oraz do szeregu aplikacji wizualizacyjnych wykorzystujących dane UE. Aplikacje te udostępniono nie tyle ze względu na ich wartość informacyjną, co aby pokazać, jakie aplikacje można stworzyć z wykorzystaniem otwartych danych unijnych.

## Struktura
Portal stworzono z wykorzystaniem otwartych rozwiązań, takich jak system zarządzania treścią Drupal oraz oprogramowanie katalogowe CKAN, opracowane przez Open Knowledge Foundation. Wykorzystuje również Virtuoso jako bazę danych RDF oraz końcówkę SPARQL.
Katalog metadanych portalu opracowano w oparciu o międzynarodowe standardy, takie jak Dublin Core, słownik katalogu danych DCAT oraz ADMS (ang. asset description metadata schema).